# Герман II (архиепископ Кёльна)
Герман II (Hermann, также известный как Heriman, Herimanni, Herimannus, Hermann II bei Rhein) — фогт монастыря Браувайлер, пробст Кёльнского собора с 1033, архиепископ Кёльна и кардинал с 1036 года. Сын пфальцграфа Лотарингии Эццо и третьей дочери императора Оттона II Матильды.
Преемником Германа II в Кёльнской архиепархии стал Анно II.